# Jurij Valentyinovics Zsirkov
Jurij Valentyinovics Zsirkov (oroszul: Юрий Валентинович Жирков; Tambov, 1983. augusztus 20.) orosz válogatott labdarúgó, bal oldali középpályás.

## Pályafutása

### Klubcsapatokban

#### Szpartak Tambov
Pályafutását szülővárosának csapatában az Szpartak Tambovban kezdte. 1997-től az ifjúsági, 2001-től az orosz harmadosztályú felnőtt csapat keretének volt meghatározó tagja. 20 évesen igazolt az élvonalbeli CSZKA Moszkvához.

#### Chelsea (2009–)
2009. július 6-án igazolta le a Chelsea 18 millió fontért, amivel ő lett a legdrágább orosz játékos. Debütáló mérkőzésén egyből győztes gólt szerzett a Milan ellen, a Chelsea amerikai felkészülési túráján. Azonban a bajnoki rajtra nem tudott állandó helyet kiharcolni a csapatban Ashley Cole, vagy Florent Malouda helyén, mert térdsérülést szenvedett. Tétmérkőzésen így csak a Queens Park Rangers elleni Ligakupa-meccsen debütálhatott, szeptember 23-án. Novemberben a Bajnokok Ligájában is pályára lépett, majd december 20-án Joe Cole cseréjeként a bajnokságban is debütált. December 28-án először volt kezdő a bajnokságban a Fulham ellen. Február 10-én Ashley Cole bokatörést szenvedett, és 3 hónapig nem tudott pályára lépni. Így ebben az időszakban végre Zsirkov lett a kezdő balhátvéd. Jó játékkal bizonyította, hogy lehet rá számítani, az Inter elleni BL-nyolcaddöntő meccseken csapata egyik legjobbja volt, majd április 10-én a Bolton elleni bajnokin a meccs emberének választották.

## Sikerei, díjai
CSZKA Moszkva
- Orosz bajnok: 2005, 2006
- Orosz kupa-győztes: 2005, 2006, 2008
- Orosz szuperkupa-győztes: 2004, 2006, 2007, 2009
- UEFA-kupa-győztes: 2005

Chelsea
- Angol bajnok: 2009-10
- Angol kupagyőztes: 2010
- Angol szuperkupa-győztes: 2009

Zenyit
- Orosz bajnok:  2018–19, 2019–20, 2020–21
- Orosz kupa-győztes: 2015–16, 2019–20
- Orosz szuperkupa-győztes: 2016, 2020